# Артюхін Іван Дмитрович
Іван Дмитрович Артюхін (нар. 1902, тепер Російська Федерація — ?) — радянський діяч, директор середньої школи міста Єгор'євська Московської області, голова ЦК профспілки працівників початкових і середніх шкіл РРФСР. Депутат Верховної Ради СРСР 1-го скликання.

## Біографія
Освіта вища. У 1925 році закінчив Московський державний університет.
Працював вчителем, перебував на роботі в органах народної освіти.
На 1937 рік — директор середньої школи № 5 міста Єгор'євська Московської області.
Член ВКП(б) з 1937 року.
До 1945 року — голова ЦК профспілки працівників початкових і середніх шкіл РРФСР.
10 серпня 1945 — 20 липня 1948 року — заступник начальника відділу народної освіти Радянської військової адміністрації у Німеччині. З 20 липня 1948 року — начальник відділу народної освіти Радянської військової адміністрації у Німеччині.